# Sistemes de detecció de tempestes
Els sistemes de detecció de tempestes és un conjunt de tècniques amb uns determinats aparells que tenen per objectiu l'estudi, la previsió i la protecció davant les tempestes. A principis del segle XXI la majoria de serveis meteorològics disposen d'equips de detecció remota de llamps.
Malgrat que, en l'àmbit científic, actualment es té un bon coneixement sobre les tempestes, aquestes segueixen essent un fenomen força imprevisible i de conseqüències sovint desastroses: inundacions, pedregades, incendis, impactes de llamps, etc. A més, a mesura que la nostra societat esdevé cada cop més dependent de la tecnologia, les tempestes són un important factor de pèrdues en l'àmbit econòmic (talls de llum, problemes en les telecomunicacions, danys en equipaments, pèrdues de dades, etc.).

## Història
Els llamps i els trons són un dels fenòmens naturals que més ha fascinat la humanitat al llarg de la seva història. La majoria de civilitzacions antigues van incorporar-los a les seves creences religioses. El déu Seth a l'antic Egipte era qui llançava els llamps, Lei Tsu era el déu del tro a la Xina i, a l'Índia, Indra transportava els llamps amb el seu carro. Els llamps foren presents a l'antiga Grècia amb Zeus i a Roma amb Júpiter. També els trobem a la mitologia escandinava, on el déu Thor produïa trons a cops de martell.
L'estudi científic de l'electricitat atmosfèrica es remunta a mitjan segle xviii, amb investigadors com Benjamin Franklin, entre d'altres, inventor del parallamps. El coneixement dels llamps ha evolucionat força des d'aquells primers experiments on es va demostrar que els núvols de tempesta estaven carregats d'electricitat. A finals del segle xix es va descobrir l'efecte de la gàbia de Faraday, segons el qual, a l'interior d'una caixa feta de material conductor, el camp elèctric és nul, i queda protegit d'una possible descàrrega. Aquest s'aplica en la protecció contra llamps en edificis, avions, cotxes, etc.
Els sistemes de detecció remota de llamps són de la dècada del 1960. L'any 1969, un llamp va impactar l'Apollo XII en ple llançament i va estar a punt d'avortar la missió. Aquest incident va posar en relleu la necessitat de millorar el coneixement dels fenòmens elèctrics atmosfèrics i va incentivar el desenvolupament dels sistemes de detecció i protecció, que han evolucionat fins als sistemes actuals.

## Bases teòriques

### Tempestes
Tot i que s'han vist llamps en tempestes de sorra o de neu, i fins i tot en núvols de partícules d'erupcions volcàniques, el principal generador de llamps és el cumulonimbus, que és el típic núvol de tempesta. Aquest es forma quan, en condicions d'inestabilitat atmosfèrica, grans masses d'aire calent i humit s'eleven i es condensen, produint núvols plens de vapor d'aigua, aigua líquida i gel. Aquest núvol gegantí, a les nostres latituds, pot superar altituds de 12 km.
La figura 1 esquematitza les fases per les quals passa una tempesta. En el procés de formació del núvol es produeix una separació de càrregues, i es forma un dipol intern. La càrrega negativa s'acumula a altituds de 6-8 km on la temperatura està entre -10° i -20 °C, mentre que la càrrega positiva és més difusa i es concentra a major altitud. Sovint, però, també s'acumulen càrregues positives a la base del núvol, i aleshores es forma un tripol.
Les càrregues de la base del núvol fan que, per inducció electroestàtica, s'acumulin càrregues de polaritat contrària a la superfície que tenen a sota. Quan el camp elèctric supera un cert llindar, s'origina la descàrrega elèctrica, que actua com a pont entre diferents regions de càrrega. Quan la descàrrega es produeix entre les dues/tres regions de càrrega del núvol o entre dos núvols propers, es parla d'una descàrrega núvol-núvol (intra-cloud en anglès). Si la descàrrega es produeix entre el núvol i la superfície, aquesta s'anomena núvol-terra (cloud-to-ground en anglès).
En l'estadi de maduresa, que s'assoleix quan es produeix el màxim desenvolupament vertical del núvol, les descàrregues núvol-núvol, que s'havien iniciat en la fase de formació, arriben al seu màxim. Així mateix, apareixen les primeres descàrregues núvol-terra.
La tempesta entra finalment en una fase de dissipació, on culmina l'activitat núvol-terra. Aquest període és el de màxima repercussió en superfície: llamps, calamarsa i/o pedra i pluja intensa, etc. La majoria de descàrregues núvol-terra acostumen a transferir càrrega negativa, mentre que la fracció de descàrregues que transfereixen càrrega positiva és menor, i són més comunes en la zona d'enclusa dels núvols de tempesta.

### Electrificació del núvol
Els mecanismes d'electrificació d'un núvol, basats en l'intercanvi de càrregues elèctriques entre partícules, avui en dia encara no són perfectament coneguts. Les teories formulades fins ara s'ocupen d'alguns dels processos que intervenen en l'electrificació, però manca una teoria general capaç d'explicar l'elevada electrificació que hi ha en un núvol de tempesta.
- Teoria de la convecció: els forts corrents ascendents dels processos convectius transporten càrregues positives de la superfície cap a les parts més altes del núvol. D'altra banda, els corrents descendents de la part externa del núvol transporten càrregues negatives a parts inferiors del núvol. Es forma, així, una estructura dipolar (vegeu la figura 2).[1]
- Teoria de la precipitació: la transferència de càrrega elèctrica es produeix en els xocs entre partícules de precipitació polaritzades. Les col·lisions fan que les partícules d'aigua descendents es carreguin negativament mentre que els cristalls de gel ascendents es carreguen positivament (vegeu la figura 3.A).[1]
- Teoria no inductiva: també es basa en les col·lisions entre partícules, però a diferència de la teoria de la precipitació, la polaritat de la càrrega transmesa depèn de la temperatura ambient. Amb aquesta teoria es pot explicar el model de núvol tripolar, on hi ha càrregues positives en les zones inferiors del núvol. Mentre que per sota d'una temperatura de -10 °C (alçades de més de 6-7 km) les partícules de gel es carreguen negativament, en zones del núvol de menor alçada les partícules es carreguen positivament (vegeu la figura 3.B).[1]

### Llamp
Malgrat la seva curta durada, el llamp engloba una sèrie de processos que s'esquematitzen a la figura 4. Un cop el núvol està polaritzat i la superfície terrestre s'ha carregat per inducció (A), s'inicia la descàrrega amb un traçador descendent (el traçador esglaonat), que a través d'una sèrie de petits impulsos, va formant la típica estructura ramificada dels llamps (B).
A mesura que el traçador esglaonat s'acosta a terra, se’n forma un d'ascendent (el traçador de connexió). Ambdós traçadors es troben i es forma un canal ionitzat altament conductor, per on es genera la descàrrega de retorn (C). Aquesta es desplaça a una velocitat d'un terç de la velocitat de la llum i origina un fort corrent elèctric, amb una durada aproximada de 100 microsegons. La descàrrega genera un augment sobtat de la temperatura amb un pic de fins a 30.000 K, i l'augment sobtat de pressió associat a la calor es tradueix en una ona de pressió de l'aire: el tro.
Si el procés acaba aquí, tenim un llamp de descàrrega simple. Sovint, si encara hi ha càrrega disponible, es poden produir més descàrregues (llamp de descàrrega múltiple). Aquestes descàrregues secundàries (F) són lleugerament diferents de la primera. S'inicien amb un traçador ràpid (E), que baixa sense pausa pel canal ionitzat de la primera descàrrega (D). S'han arribat a observar llamps múltiples de fins a 15 descàrregues.
En un 30% dels casos el traçador ràpid (E) no segueix tot el camí ionitzat i es bifurca prop de la superfície. Per tant, les successives descàrregues d'un mateix llamp poden impactar en diversos punts. Cal remarcar que el conjunt del procés és tan ràpid que l'ull humà no distingeix aquestes descàrregues secundàries de la primera i, per tant, a simple vista no podem diferenciar els llamps de descàrrega simple i múltiple. Com a molt es pot percebre un efecte de parpelleig. El temps entre descàrregues successives és d'unes desenes de mil·lisegons. En termes mitjans, entre descàrregues de retorn sol aparèixer un corrent continu de l'ordre de 100-500 ampers i el pic de corrent de la descàrrega pot arribar fins a uns 200 kA en pocs microsegons.

## Detecció de tempestes
Els radars meteorològics utilitzen la reflectivitat dels hidrometeors per detectar i caracteritzar els núvols, però no donen cap informació sobre la naturalesa elèctrica dels núvols. Hi ha altres sistemes més específics per detectar tempestes, que es basen en la mesura de les radiacions emeses pels llamps, ja siguin núvol-núvol o núvol-terra.

### Sistemes de prevenció
Aquests sistemes mesuren les variacions en el camp electroestàtic que es produeixen durant la formació de la tempesta. Són pràctics a l'hora d'anticipar l'arribada d'una tempesta i en la generació automàtica d'alertes, però el seu radi d'acció es limita a una vintena de quilòmetres. Així, aquests sistemes són útils per a la protecció d'emplaçaments sensibles (centrals elèctriques, indústries, aeroports, complexos d'oci a l'aire lliure, etc.) però a l'àmbit meteorològic són d'ús limitat.

### Sistemes de detecció
Les descàrregues elèctriques atmosfèriques generen emissions electromagnètiques en un ampli rang de l'espectre. Les descàrregues a l'interior dels núvols o entre núvols generen bàsicament radiació en VHF (Very High Frequency), mentre que les descàrregues núvol-terra emeten radiació de baixa freqüència (LF, Low Frequency).
Per localitzar geogràficament els llamps, es mesuren de forma simultània, des de diversos punts del territori, aquests senyals. Les mesures que fa cada detector s'envien en temps real a un processador central, que s'ocupa d'integrar les dades i de discriminar el senyal que correspon als llamps i en calcula la seva localització.
Les tècniques de detecció terrestre es poden dividir en tres grans grups, segons el rang de l'espectre electromagnètic que fan servir per detectar l'activitat elèctrica atmosfèrica.
En les freqüències més baixes (VLF, Very Low Frequency) trobem sistemes de llarg abast però baixa eficiència com el sistema ATDnet del servei meteorològic de la Gran Bretanya (Met Office). Si bé el sistema que cobreix tot Europa, no és tan precís ni eficient com els sistemes que treballen en freqüències superiors. En freqüències baixes (LF) el detector més usat és el LS-7000. El trobem a la xarxa que cobreix tots els Estats Units i Canadà, així com a la majoria de serveis meteorològic europeus.
Finalment, cal indicar que hi ha sistemes que treballen a altes freqüències (VHF, Very High Frequency), com l'utilitzat pel Servei Meteorològic de Catalunya (SMC). Aquest sistema de detecció de llamps combina el mateix sistema de detecció LF de LS-7000 per les descàrregues núvol-terra, amb un sensor de VHF que serveix per detectar les descàrregues núvol-núvol.
Si bé les descàrregues núvol-núvol no provoquen danys directes en superfície, en meteorologia són molt interessants, ja que apareixen durant els primers estadis de formació de la tempesta. En aquest moment encara no hi ha descàrregues núvol-terra i, per tant, són molt útils per poder fer pronòstics a molt curt termini (~10 min.).
Els sistemes de detecció de llamps embarcats en satèl·lits es basen en la identificació de les emissions òptiques. Aquests sensors tenen un abast global i han permès veure com cauen molts més llamps sobre els continents que sobre els oceans. Segons les dades de l'OTD (Optical Transient Detector) de la NASA (vegeu la figura 5), a la zona de Catalunya cauen entre 6 i 8 llamps per km² cada any.